# J. C. C. Davidson, 1. Viscount Davidson

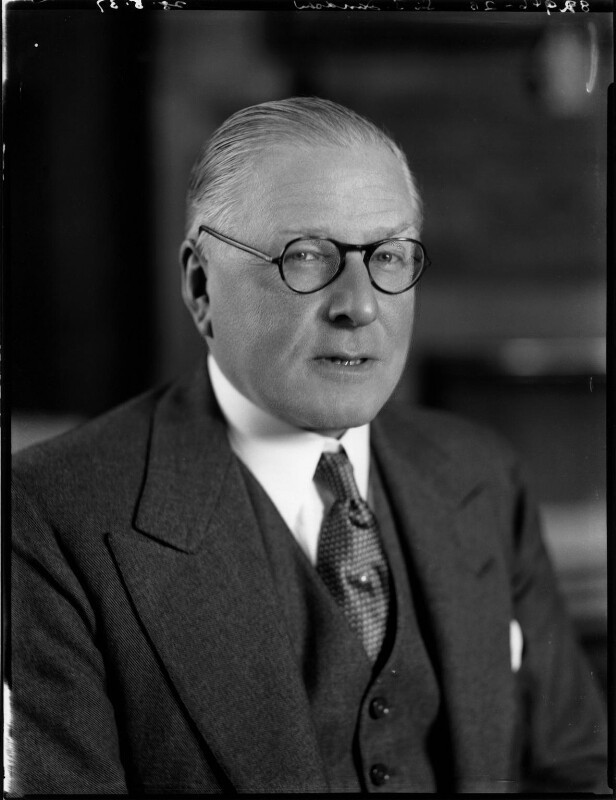
J. C. C. Davidson, 1. Viscount Davidson (1937)

John Colin Campbell Davidson, 1. Viscount Davidson, GCVO, CH, CB, PC (* 23. Februar 1889; † 11. Dezember 1970) war ein britischer Politiker der Conservative Party. Er war mit einer kurzen Unterbrechung zwischen 1920 und 1937 Abgeordneter des Unterhauses (House of Commons), fungierte zwischen 1923 und 1924 erstmals als Kanzler des Herzogtums Lancaster (Chancellor of the Duchy of Lancaster) sowie von 1926 bis 1930 als Geschäftsführender Vorsitzender der Konservativen Partei (Chairman of the Conservative Party). Er war zwischen 1931 und 1937 erneut Chancellor of the Duchy of Lancaster und wurde 1937 als Viscount Davidson Mitglied des Oberhauses (House of Lords).

## Leben

### Barrister, Privatsekretär verschiedener Politiker und Unterhausabgeordneter
John Colin Campbell Davidson war der Sohn von Sir James Mackenzie Davidson, der als Arzt Pionier auf dem Gebiet des Röntgens war,Sir James Mackenzie Davidson auf thepeerage.com, abgerufen am 4. Januar 2022.  und dessen Ehefrau Georgina Barbara Watt Henderson. Nach dem Besuch der renommierten Westminster School begann er ein grundständiges Studium am Pembroke College der University of Cambridge, das er 1911 mit einem Bachelor of Arts (B.A.) beendete. Bereits während seines Studiums wurde er von 1910 Privatsekretär der Kolonialminister (Secretary of State for the Colonies) Robert Crewe-Milnes, 1. Marquess of Crewe und danach von Lewis Harcourt, der von 1910 bis 1915 ebenfalls Kolonialminister und danach zwischen 1915 und 1916 Minister für öffentliche Arbeiten (First Commissioner of Works) war. Zwischenzeitlich erhielt er 1913 die anwaltliche Zulassung als Barrister bei der Anwaltskammer (Inns of Court) von Middle Temple. Er war von 1916 bis 1920 Privatsekretär von Andrew Bonar Law, der zunächst Schatzkanzler (Chancellor of the Exchequer) und danach zwischen 1919 und 1920 Lordsiegelbewahrer (Lord Privy Seal) war. Für seine langjährigen Verdienste wurde er am 1. Januar 1919 Companion des Order of the Bath (CB).
Nach dem Tode des bisherigen Wahlkreisinhabers Gustavus Talbot am 16. Oktober 1920 wurde Davidson für die Conservative and Unionist Party bei der dadurch notwendigen Nachwahl (By-election) im Wahlkreis Hemel Hempstead am 9. November 1920 ohne Gegenkandidaten erstmals Abgeordneter des Unterhauses (House of Commons). Er gehörte dem Unterhaus nach seiner Wiederwahl am 15. November 1922 bis zu seiner Wahlniederlage bei der Unterhauswahl am 6. Dezember 1923 an.
Er war daraufhin zwischen November 1920 und 1921 nunmehr Parlamentarischer Privatsekretär (Parliamentary Private Secretary) von Lordsiegelbewahrer Andrew Bonar Law sowie im Anschluss von Mai 1921 bis Oktober 1922 von Handelsminister (President of the Board of Trade) Stanley Baldwin, ehe er zwischen Oktober 1922 und Mai 1923 als Parlamentarischer Privatsekretär des nunmehrigen Premierministers Andrew Bonar Law fungierte. Als Laws rechte Hand und Zuträger wurde Davidson von Law damit beauftragt, nach dem Skandal um verkaufte Peerages den Schaden zu beheben und bereits avisierte Nobilitierungen diskret zu widerrufen. Am 25. Mai 1923 wurde ihm der auf 65 Träger begrenzte Order of the Companions of Honour (CH) verliehen, der als Auszeichnung für herausragende Leistungen in den Bereichen Kunst, Musik, Literatur, Naturwissenschaften, Politik, Industrie und Religion gestiftet wurde.

### Chancellor of the Duchy of Lancaster, Wiederwahl ins Unterhaus und Oberhausmitglied

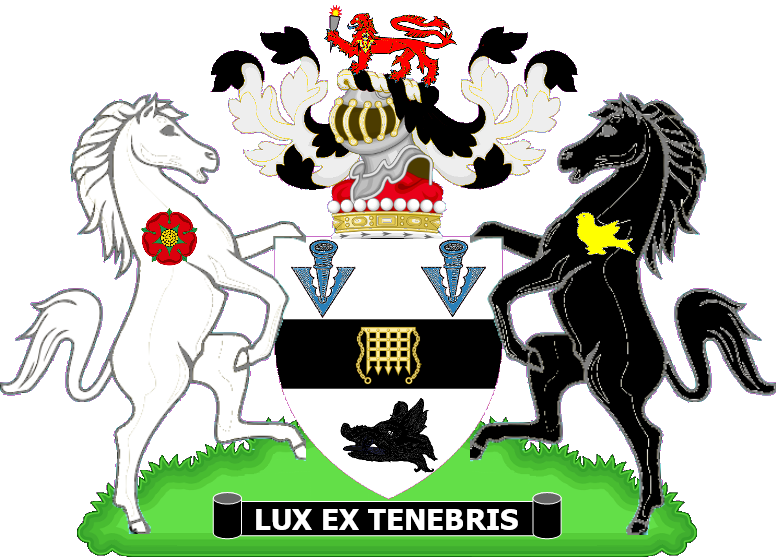
Wappen des Viscount Davidson

J. C. C. Davidson übernahm am 25. Mai 1923 erstmals den Posten als Kanzler des Herzogtums Lancaster (Chancellor of the Duchy of Lancaster) und bekleidete diesen bis zum 22. Januar 1924, wenngleich er nicht formell Mitglied des ersten Kabinetts Baldwin war.
Bei der Wahl am 29. Oktober 1924 wurde er für die Conservative and Unionist Party erneut zum Abgeordneten in das Unterhaus gewählt und gehörte diesem für den Wahlkreis Hemel Hempstead nach seinen Wiederwahlen am 30. Mai 1929, am 27. Oktober 1931 sowie am 14. November 1935 bis zu seinem Mandatsverzicht am 1. Juni 1937 an.
Er fungierte daraufhin zwischen November 1924 und November 1926 als Parlamentarischer und Finanzsekretär der Admiralität (Parliamentary and Finance Secretary to the Admiralty). Im November 1926 übernahm er von Stanley Jackson zudem die Funktion des Geschäftsführenden Vorsitzenden der Konservativen Partei (Chairman of the Conservative Party) und hatte diese bis 1930 inne, woraufhin Neville Chamberlain seine Nachfolge antrat. Am 6. Februar 1928 wurde er Mitglied des Geheimen Kronrates (Privy Council).
Am 5. Oktober 1931 wurde J. C. C. Davidson als Nachfolger von Philip Kerr, 11. Marquess of Lothian erneut Chancellor of the Duchy of Lancaster und bekleidete dieses Amt im vierten Kabinett MacDonald, der sogenannten „zweiten Nationalen Regierung“, sowie zwischen dem 7. Juni 1935 und dem 28. Mai 1937 auch im darauf folgenden dritten Kabinett Baldwin, der sogenannten „dritten Nationale Regierung“, wobei er wiederum nicht formell Mitglied des Kabinetts war. Am 3. Juni 1935 wurde er als Knight Grand Cross des Royal Victorian Order (GCVO) geadelt, so dass er fortan das Prädikat „Sir“ führte.
Nach seinem Ausscheiden aus dem Unterhaus wurde Davidson am 11. Juni 1937 in der Peerage of the United Kingdom als Viscount Davidson, of Little Gaddesden in the County of Hertford, zum erblichen Peer erhoben, wodurch er auf Lebenszeit Mitglied des Oberhauses (House of Lords) wurde. Er wurde ferner am 24. Juni 1937 Crown Steward and Bailiff of the Manor of Northstead, eine Sinekure, die vom britischen Parlament verwendet wird, um Abgeordneten das Ausscheiden zu ermöglichen.

### Ehe und Nachkommen
J. C. C. Davidson war seit dem 10. April 1919 mit Hon. Frances Joan „Mimi“ Dickinson (1894–1985) verheiratet, die zwischen 1937 und 1959 seine Nachfolgerin als Abgeordnete des Unterhauses den Wahlkreis Hemel Hempstead vertrat und 1964 als Life Peeress mit dem Titel Baroness Northchurch, of Chiswick in the County Middlesex, aufgrund des Life Peerages Act 1958 Mitglied des House of Lords wurde.
Frances Joan „Mimi“ Dickinson selbst war die Tochter von Willoughby Hyett Dickinson, der zwischen 1906 und 1918 ebenfalls Unterhausabgeordneter war und 1930 als 1. Baron Dickinson Mitglied des Oberhauses wurde, und dessen Ehefrau Minnie Elizabeth Gordon Cumming Meade.
Aus der Ehe von J. C. C. Davidson und Frances Joan Davidson gingen vier Kinder hervor, darunter die Söhne John Andrew Davidson (1928–2012) und Malcolm William Mackenzie Davidson (1934–2019), die nach dem Tode des Vaters 1970 bzw. des älteren Bruders 2012 den Titel des 2. beziehungsweise des 3. Viscount Davidson erbten. Die älteste Tochter Margaret Joan Davidson (1922–2008) war mit anglikanischen Geistlichen Benjamin George Burton Fox verheiratet, der zwischen 1965 und 1978 Erzdiakon von Wisbech in der Diözese Ely war. Aus der Ehe der zweiten Tochter Jean Elizabeth Davidson (1924–2020) mit Charles Richard Strutt, Sohn von Robert Strutt, 4. Baron Rayleigh, gingen unter anderem Anne Jenkin, Baroness Jenkin of Kennington, die mit dem konservativen Unterhausabgeordneten Bernard Jenkin, einem Sohn von Patrick Jenkin, Baron Jenkin of Roding, verheiratet ist, sowie John Gerald Strutt, 6. Baron Rayleigh, hervor.

## Veröffentlichung
- Memoirs of a Conservative: J. C. C. Davidson’s memoirs and papers, 1910–37, Herausgeber Robert Rhodes James, 1969